# Erik Seletto
Erik Seletto (ur. 21 września 1975 w Aoście) – włoski narciarz alpejski. Zajął 10. miejsce w kombinacji na igrzyskach w Nagano w 1998 r. Jego najlepszym wynikiem na mistrzostwach świata było 13. miejsce w zjeździe na mistrzostwach świata w Vail w 1999 r. Najlepsze wyniki w Pucharze Świata osiągnął w sezonie 1998/1999, kiedy to zajął 56. miejsce w klasyfikacji generalnej.

## Sukcesy

### Puchar Świata

#### Miejsca w klasyfikacji generalnej
- 1995/1996 – 128.
- 1996/1997 – 68.
- 1997/1998 – 65.
- 1998/1999 – 56.
- 1999/2000 – 96.
- 2000/2001 – 91.
- 2001/2002 – 111.
- 2002/2003 – 93.
- 2003/2004 – 124.

#### Miejsca na podium
1. Val d’Isère – 12 grudnia 1998 (zjazd) – 3. miejsce